# نيلور
نيلور رمزها «NE» (بالإنجليزية: Nellore)‏ ، هو تقسيم إداري لدولة الهند تتبع ولاية أندرا برديش (بالإنجليزية: Andhra  Pradesh)‏ ، مركزها هو مدينة نيلور (بالإنجليزية: Nellore)‏ عدد سكانها حسب تعداد سنة 2001 هو 2,659,661 ، مساحتها 13,076 كم² وكثافة السكان 203 لكل كم² .

## المناخ
يظهر الجدول التالي التغييرات المناخية على مدار السنة لنيلور:
| البيانات المناخية لـنيلور                                                | البيانات المناخية لـنيلور | البيانات المناخية لـنيلور | البيانات المناخية لـنيلور | البيانات المناخية لـنيلور | البيانات المناخية لـنيلور | البيانات المناخية لـنيلور | البيانات المناخية لـنيلور | البيانات المناخية لـنيلور | البيانات المناخية لـنيلور | البيانات المناخية لـنيلور | البيانات المناخية لـنيلور | البيانات المناخية لـنيلور | البيانات المناخية لـنيلور |
| الشهر                                                                    | يناير                     | فبراير                    | مارس                      | أبريل                     | مايو                      | يونيو                     | يوليو                     | أغسطس                     | سبتمبر                    | أكتوبر                    | نوفمبر                    | ديسمبر                    | المعدل السنوي             |
| ------------------------------------------------------------------------ | ------------------------- | ------------------------- | ------------------------- | ------------------------- | ------------------------- | ------------------------- | ------------------------- | ------------------------- | ------------------------- | ------------------------- | ------------------------- | ------------------------- | ------------------------- |
| الدرجة القصوى °م (°ف)                                                    | 35.6 (96.1)               | 39.4 (102.9)              | 43.9 (111.0)              | 45.6 (114.1)              | 46.7 (116.1)              | 46.7 (116.1)              | 42.2 (108.0)              | 40.6 (105.1)              | 41.7 (107.1)              | 39.4 (102.9)              | 36.7 (98.1)               | 35.0 (95.0)               | 46.7 (116.1)              |
| متوسط درجة الحرارة الكبرى °م (°ف)                                        | 29.9 (85.8)               | 32.4 (90.3)               | 35.1 (95.2)               | 37.8 (100.0)              | 39.9 (103.8)              | 38.2 (100.8)              | 36.0 (96.8)               | 35.1 (95.2)               | 35.1 (95.2)               | 32.8 (91.0)               | 30.1 (86.2)               | 29.0 (84.2)               | 34.3 (93.7)               |
| متوسط درجة الحرارة الصغرى °م (°ف)                                        | 20.7 (69.3)               | 22.0 (71.6)               | 23.9 (75.0)               | 26.2 (79.2)               | 28.4 (83.1)               | 28.5 (83.3)               | 27.2 (81.0)               | 26.7 (80.1)               | 26.4 (79.5)               | 25.2 (77.4)               | 23.2 (73.8)               | 21.5 (70.7)               | 25.0 (77.0)               |
| أدنى درجة حرارة °م (°ف)                                                  | 15.0 (59.0)               | 16.1 (61.0)               | 17.2 (63.0)               | 20.2 (68.4)               | 20.2 (68.4)               | 21.1 (70.0)               | 22.2 (72.0)               | 21.7 (71.1)               | 21.5 (70.7)               | 18.9 (66.0)               | 16.7 (62.1)               | 14.4 (57.9)               | 14.4 (57.9)               |
| الهطول مم (إنش)                                                          | 26.0 (1.02)               | 1.7 (0.07)                | 3.5 (0.14)                | 8.7 (0.34)                | 43.1 (1.70)               | 28.9 (1.14)               | 85.9 (3.38)               | 96.0 (3.78)               | 97.2 (3.83)               | 287.1 (11.30)             | 290.9 (11.45)             | 100.4 (3.95)              | 1٬069٫4 (42.10)           |
| متوسط أيام هطول الأمطار                                                  | 1.2                       | 0.2                       | 0.2                       | 0.4                       | 1.6                       | 3.0                       | 6.1                       | 6.4                       | 5.4                       | 8.7                       | 9.1                       | 3.7                       | 46.0                      |
| المصدر: India Meteorological Department (record high and low up to 2010) |                           |                           |                           |                           |                           |                           |                           |                           |                           |                           |                           |                           |                           |

## أعلام
- افتخار
- روبرت ر. وليامز
- بي. بولايا